# Brzeźniki
Brzeźniki [bʐɛʑˈniki] (tiếng Đức: Birken) là một khu định cư ở khu hành chính của Gmina wieszyno, thuộc quận Koszalin, Tây Pomeranian Voivodeship, ở phía tây bắc Ba Lan. Nó nằm khoảng 2 kilômét (1 mi)   về phía đông nam của ieswieszyno, 9 km (6 mi)     phía nam Koszalin, và 131 km (81 mi) về phía đông bắc của thủ đô khu vực Szczecin.
Trước năm 1945, khu vực này là một phần của Đức. Sau Thế chiến II, người dân bản địa Đức bị trục xuất và thay thế bằng người Ba Lan. Đối với lịch sử của khu vực, xem Lịch sử của Pomerania.
Khu định cư có dân số 12 người.